# Mandy Sellars
Mandy Sellars (nacida el 20 de febrero de 1975 en Lancashire, Reino Unido) es una mujer inglesa que padece de una extraña enfermedad llamada síndrome de Proteus, la misma que le fue diagnosticada a Joseph Merrick, apodado «El Hombre Elefante». Es una rara mutación genética que se ha traducido en un crecimiento extraordinario y excesivo en las piernas de Sellars, lo que conllevó a la amputación de una de sus piernas ya que alcanzó un peso máximo de 30 kilogramos.
En 2006, varios médicos le diagnostican el síndrome de Proteus, una condición muy rara que afecta a tan solo 120 personas en el mundo, pero diagnósticos más recientes creen que la enfermedad deriva de una mutación del gen phosphatidylinositol-4,5-bisphosphate 3-kinase, catalytic subunit alpha (PIK3CA), una subunidad catalítica de Clase I. En varios informes se le ha diagnosticado el síndrome de Proteus, pero la misma Sellars ha cuestionado el diagnóstico y su extraña condición.
Sellars nació con las piernas y los pies anormalmente grandes y deformes, y continuaron creciendo a un ritmo desproporcionado. En una entrevista que le realizaron en 2009, se supo que pesaba cerca de 133 kilogramos.
En 2013, el caso de Sellars fue transmitido por la televisión británica en un especial llamado Shrinking My 17 Stone Legs, en la que se determinó que ella no padecía del síndrome de Proteus, sino más bien de una mutación en el gen PIK3CA.